# Картечь
Карте́чь (пол. kartecza kartacz, от итал. cartoccio — свёрток, патрон):

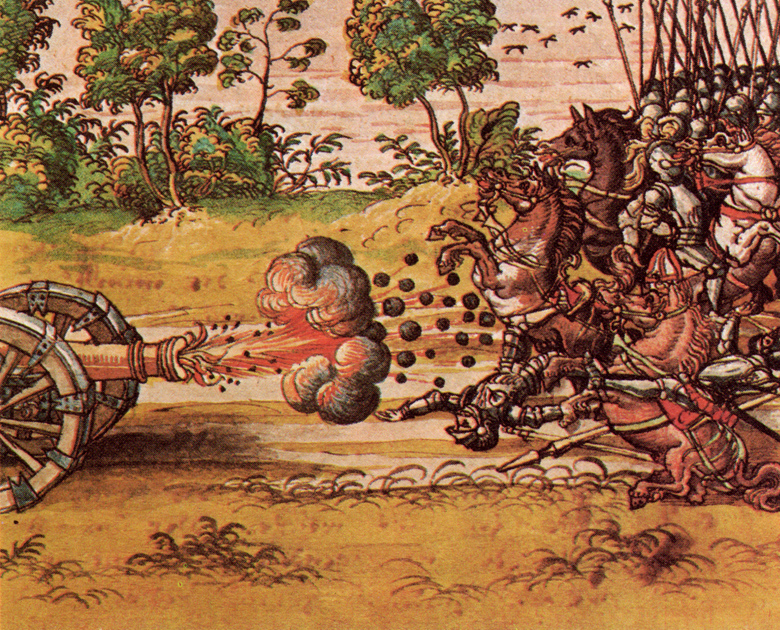
Выстрел картечью из пушки, в XVI веке.

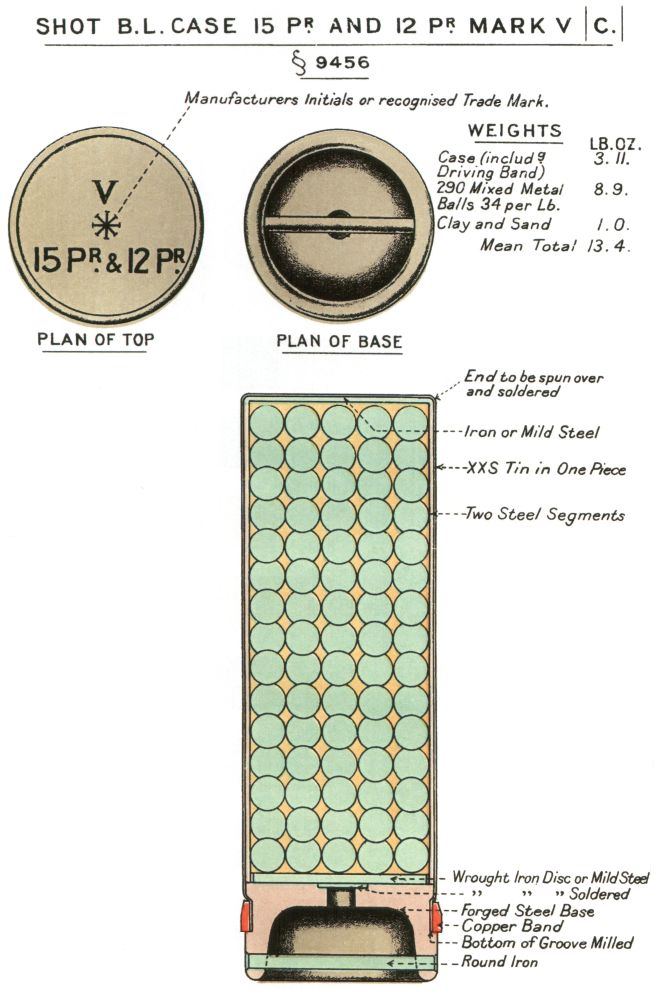
Схема английского трёхдюймового выстрела, Mk V, 1914 год.

- артиллерийский снаряд (картечная граната) для стрельбы на близкое расстояние по открытой цели, состоит из тонкостенной цилиндрической оболочки с 100—200 пулями[1], в другом источнике от 80 до 300 на заряд[2].
- содержимое заряда (патрона) в ручном огнестрельном оружии, ядрышки, крупнее дроби, обычно пять — 20 на заряд.

Одна картечная пуля — Карте́чина. Существовало артиллерийское орудие Карте́чница.

## История
В период развития цивилизаций происходило и усовершенствование военного дела, в частности применение оружия, в том числе и огнестрельного. Так была придумана картечь для поражения живой силы противника при отражении его атаки. Зарождение идеи картечной стрельбы, как указано в Военной энциклопедии Сытина 1911—1915 годов, нужно видеть в камнемётах, применявшихся, наряду с бомбардами и мортирами с их каменными ядрами, для бросания навесно на малые расстояния камней, мелких каменных ядер, обломков кирпичей и железа и тому подобное исключительно при атаке и обороне крепостей для защиты брешей, мостов, рвов.

## Артиллерийская картечь
Артиллерийский снаряд, предназначенный для поражения живой силы противника на близких расстояниях (до 300 м) в открытом поле.

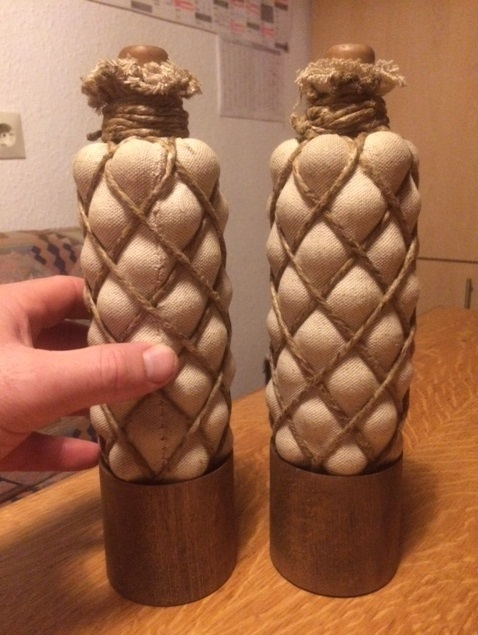

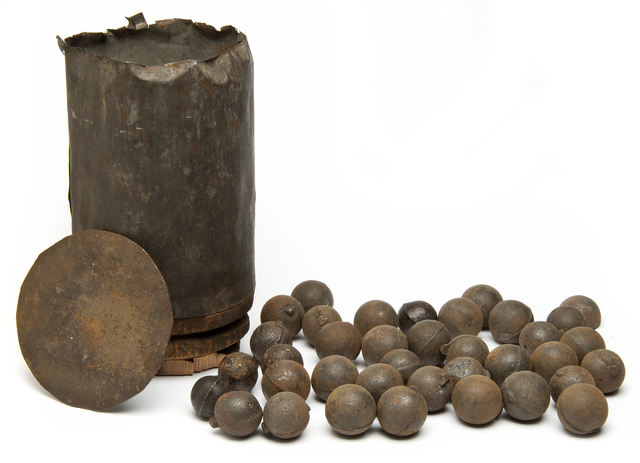
Снаряд с картечью эпохи Гражданской войны в США

Изначально снаряд представлял собой кучку мелких камней или кусков железа, которая засыпалась в канал ствола поверх заряда и закреплялась пыжом. Затем, для предотвращения порчи ствола, картечь стали предварительно засыпать в мешочек. Последние образцы картечных снарядов представляли собой набор сферических чугунных или свинцовых пуль в металлической или картонной цилиндрической упаковке. При этом, если диаметр ствола был кратен диаметру картечин, такую картечь называли согласованной. Картечный снаряд состоял из тонкостенной цилиндрической оболочки, в которую укладывались сферические пули. У картечи не было ни разрывного заряда, ни трубки воспламенения; при выстреле из пушки в результате давления пороховых газов оболочка разрывалась и пули вылетали из дула снопом. Картечь для гладкоствольных пушек состояла из чугунных шаров; для нарезных орудий для недопущения порчи нарезов ствола пули отливались из свинца, цинка или сплавов.
Одним из самых известных исторических орудий, специально изготовленных для стрельбы картечью или «дробом», является Царь-пушка Московского Кремля, или, как её ещё называли в старину — Дробовик Российский. При калибре ствола в 890 мм её дробовой заряд должен был составлять 1500 фунтов, или 37 с половиной пудов (то есть около 600 кг). Вес порохового заряда обычно принимался равным весу дробового. Известный военный историк А. Б. Широкорад в своих книгах (в частности, в «Артиллерии древней Руси») говорит о том, что Царь-Пушку записали в дробовик в XVIII веке при описи всех орудий, находившихся в Москве, а в те времена устаревшие орудия обыкновенно записывались в дробовики и ставились, например, в капонирах для обороны рвов в крепостях, и Царь-Пушку записали в дробовики не из-за её назначения, а из-за её возраста. Также Широкорад пишет, что использование Царь-Пушки как дробовика невозможно из-за большой продолжительности зарядки таких орудий — в те времена уже бомбарды калибром в полметра и больше имели скорострельность не более двух выстрелов в сутки, то есть против войска противника такой дробовик будет бесполезен — и считает, что Царь-Пушка, будучи по типу бомбардой, предназначалась для стрельбы каменными ядрами.
В начале 1880-х годов мещанин Дубинин предложил восьмиствольное орудие, выстреливавшее веерообразно 1600 пуль в минуту, по 50 пуль в патроне, итого 32 выстрела в минуту.
В начале XIX века была изобретена шрапнель, которая с середины того же века в значительной степени вытеснила картечь. Несмотря на остававшуюся потребность в картечи как таковой шрапнельные снаряды с успехом её заменяли, так как дистанционные трубки в основном имели возможность установки «на картечь», то есть такая задержка при которой картечный снаряд срабатывал в непосредственной близости от орудия. В то же время, картечь сохранялась в боекомплектах ряда орудий вплоть до Второй мировой войны и далее, с целью самообороны расчётов орудия от пехоты противника в ближнем бою, например в боекомплекте к советской 45-мм противотанковой пушке имелись картечные снаряды, но не было шрапнельных из-за малого калибра орудия.
Главными требованиями к артиллерийской картечи были: максимальное использование веса снаряда на убойные элементы — пули (поэтому корпуса картечных снарядов делались тонкими и лёгкими: из жести, картона, ткани); картечь при движении по каналу ствола орудия должна развернуться, то есть освободить пули от оболочки; по устройству картечь должна быть простой и дешёвой в производстве. При проектировании принимаются меры к тому, чтобы даже при стрельбе из нарезных орудий пули вращательного движения не имели — в противном случае угол разлёта их будет значительно больше требуемого (6 — 9°). Пули картечи сферические, изготавливаются из сплава свинца и сурьмы. Полезный вес картечей составляет 70 — 80 %.

## Ружейная картечь
Ружейная картечь — крупная дробь для охотничьих ружей, диаметром от 5,25 до 10 мм. Согласно ГОСТ 7837-76, выпускается картечь диаметром 5,25; 5,60; 5,70; 5,80; 5,90; 6,20; 6,50; 6,80; 6,95; 7,15; 7,55; 7,70; 8,00; 8,50; 8,80; 9,65; 10,00 мм. Применяется картечь для охоты на волка, кабана, косулю.

## Современность
В 2004 году с целью повышения огневой мощи основных танков «Абрамс» против живой силы, особенно — в условиях городского боя, для танковой пушки M256A1 (лицензионный вариант немецкой L44) разработан и принят на вооружение унитарный выстрел с картечным снарядом М1028 (M1028 canister) с готовыми поражающими элементами сферической формы, производства ФРГ, находятся только на вооружении танков Корпуса морской пехоты ВС США. В качестве поражающих элементов снаряд содержит 1 098 штук готовых поражающих элементов сферической формы диаметром 9,5 миллиметров (металлических шариков из вольфрамового сплава), которые сохраняют убойную силу на расстоянии до 600 метров. Этот снаряд может использоваться для уничтожения пехоты противника, в засадах, в городских кварталах, дефиле, для остановки атаки и контратаки пехоты, а также поддержки своих наступающих войск путём постановки заградительного огня. Картечный снаряд также высокоэффективен в проработке брешей для пехоты в кирпичных и шлакоблочных стенах, а также в железобетонных стенах на расстояниях до 75 метров. В настоящее время этот боеприпас производится мелкими сериями.